# Copitarsia hostilis
Copitarsia hostilis är en fjärilsart som beskrevs av Walker 1857. Copitarsia hostilis ingår i släktet Copitarsia och familjen nattflyn. Inga underarter finns listade i Catalogue of Life.